# Adriano Alves dos Santos
Adriano Alves dos Santos (Dourados, 1985. július 1. –) brazil labdarúgó, jelenleg az Bahia hátvédje. Testvére a Dubai CSC csatára, a korábbi magyar gólkirály, André Alves dos Santos.

## Pályafutása
Testvérével ellentétben Adriano védőként játszik. Profi pályafutását a brazil Náutico csapatában kezdte, majd 2008-ban az Oeste csapata felé vette az irányt. 2010-ben lépte át az óceánt, a magyar Ferencváros szerződtette, ahol csapattársai lettek a szintén brazil André Rocha da Silva, ismertebb nevén Andrezinho, és a testvére korábbi csapatából (Kaposvári Rákóczi) érkező Júnior. A zöld-fehér mezt először a török Konyaspor elleni felkészülési találkozón ölthette fel, ahol csereként állt be. Az NB I-ben a Videoton FC elleni 1–1-es találkozón mutatkozott be. Télen kölcsönben visszatért az Oestéhez, majd nyáron végleg távozott. A Ferencváros színeiben összesen 14 találkozón játszott. Az Oestében 2012-ig játszott, utána a São Caetano csapatába igazolt, de egy év múlva vissza is tért volt klubjához. 2014-ben az Atlético Goianiense játékosa lett, ahol nem sokszor szerepelt, így 2015-től leszerződött az Bahia együtteséhez.

## Sikerei, díjai
- Ferencvárosi TC
  - Bajnoki bronzérmes (1): 2011

## Külső hivatkozások
- Ferencvárosi TC rajongói oldal